# 1985 (álbum)
1985 es el cuarto álbum de estudio de la banda estadounidense Enuff Z'Nuff, que cuenta con material grabado en los primeros días de la banda. Las canciones fueron tomadas de una maqueta en el tiempo llamado "Hollywood Squares", grabada originalmente en 1985. Musicalmente, las canciones eran notablemente más pop-rock a diferencia de su estilo más de rock duro con el que se habían conocido.
Aunque casi todo el material es original, la canción de apertura es una versión de Smokey Robinson, "Tears Of A Clown". La única grabación nueva en el momento fue un tema extra titulado "You Got A Hold Of Me" (a veces conocido como "The Valentine's Song"" por su frase de apertura). Esta canción es notable por el hecho de que fue utilizado como primer sencillo promocional del álbum, a pesar de ser un "tema oculto".
Las notas fueron escritas por un seguidor de Howard Stern. Sus palabras acerca de la banda fueron reimpresas más tarde para el álbum de la banda Greatest Hits, varios años después. La canción "Fingers On It" apareció por primera vez en la película de culto Henry: Portrait of a Serial Killer, con la banda acreditada como "Enough Z'Nuff", ya que era la ortografía original del nombre de la banda cuando la película se hizo.

## Lista de canciones
Todos los temas escritos por Donnie Vie y Chip Z'Nuff, excepto las que no emparentan.
1. "Tears Of A Clown" (Hank Cosby, Smokey Robinson, Stevie Wonder)
2. "Catholic Girls"
3. "Day By Day" (Vie)
4. "No Second Time"
5. "Hollywood Squares"
6. "Fingers On It"
7. "Aroused" (Vie)
8. "Marie"
9. "I'll B The 1 2 Luv U"
10. "Goodbye, Goodbye"

Temas extra
- "You Got A Hold Of Me (Hidden Track)"
- "Hide Your Love Away (Lennon, McCartney - Solamente incluida en la versión japonesa)"

## Miembros
- Donnie Vie –   voz líder, guitarra rítmica y teclado
- Chip Z'Nuff –  bajo y coros
- Gino Martino – guitarra líder
- B.W. Boeski –  batería